# Dublin City Football Club
Maillots
Actualités
Dernière mise à jour : 16 septembre 2009.
Le Dublin City Football Club est un club irlandais de football basé à Dublin.

## Historique
- 2001 : fondation du club

## Palmarès
- League of Ireland First Division (1)
  - Champion : 2003
  - Vice-champion : 2005

## Anciens joueurs
- Keith Rowland